# Kirakkajärvi (sjö, lat 65,95, long 25,25)
Kirakkajärvi är en sjö i Finland. Den ligger i kommunen Simo i landskapet Lappland, i den norra delen av landet, 600 km norr om huvudstaden Helsingfors. Kirakkajärvi ligger 96,7 meter över havet. Arean är 39,4 hektar och strandlinjen är 2,83 kilometer lång. Sjön  ingår i Kemi älvs huvudavrinningsområde. 